# 蒙热 (塔恩省)
蒙热（法語：Montgey，法語發音：[mɔ̃ʒɛ]）是法国奥克西塔尼大区塔恩省的一个市镇，属于卡斯特尔区。

## 地理
蒙热（43°30'30"N, 1°56'29"E）面积9.91 平方千米，位于法国奧克西塔尼大區塔恩省，该省份为法国南部内陆省份，北起顺时针与阿韦龙省、埃罗省、奥德省、上加龙省和塔恩-加龙省接壤。
与蒙热接壤的市镇（或旧市镇、城区）包括：诺加雷、勒韦勒、阿居特、加尔瓦克、普迪、皮埃舒尔西、皮洛朗斯。

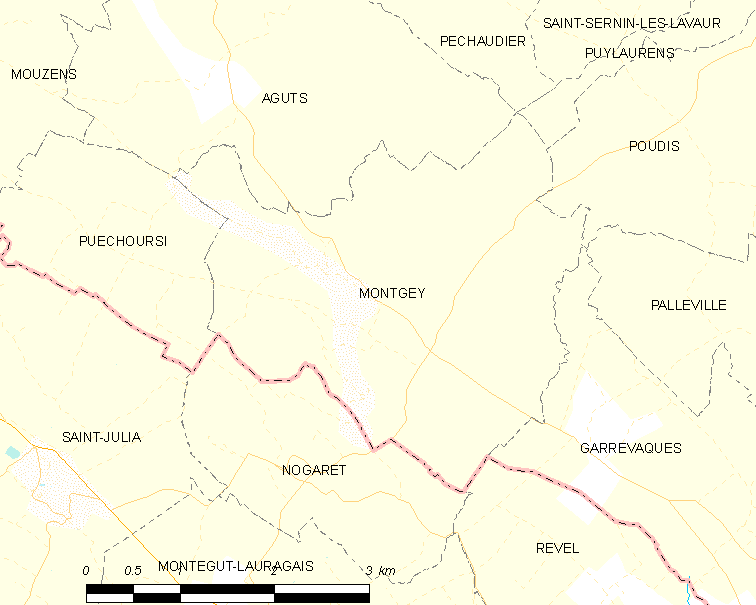
的OSM定位图

蒙热的时区为UTC+01:00、UTC+02:00（夏令时）。

## 行政
蒙热的邮政编码为81470，INSEE市镇编码为81179。

## 政治
蒙热所属的省级选区为拉沃尔-科卡涅县。

## 人口

1962-2008年间人口变化图示

蒙热于2022年1月1日时的人口数量为274人。